# Массовое убийство на железной дороге Лонг-Айленда
Массовое убийство на железной дороге Лонг-Айленда (англ. Long Island Rail Road shooting 1993) — преступление с применением огнестрельного оружия, которое совершил Колин Фергюсон (англ. Colin Ferguson, род. 14 января 1958) на железной дороге Лонг-Айленда в Гарден-Сити-Парк, округ Нассо, штат Нью-Йорк. Позднее он был осуждён за убийство шестерых и ранение девятнадцати других жертв.
7 декабря 1993 года поезд LIRR подошёл к станции Мериллон-авеню. Фергюсон извлёк своё оружие и открыл огонь по пассажирам. Он убил шестерых и ранил девятнадцать человек, пока его не остановили трое пассажиров: Кевин Блюм (Kevin Blum), Марк Макэнти (Mark McEntee) и Майк O’Коннор (Mike O’Connor). Суд над Фергюсоном был отмечен необыкновенными событиями: он уволил своего защитника и настаивал на том, что будет защищать себя сам и допрашивать собственных жертв.
17 февраля 1995 года Фергюсон был осуждён за убийство шестерых пассажиров, умерших от причинённых им ранений. Он также был осуждён за покушение на убийство девятнадцати пассажиров. По состоянию на 2018 год он отбывал свою меру наказания в 315 лет и 8 месяцев в исправительном учреждении «Апстейт» (Upstate Correctional Facility) округа Франклин штата Нью-Йорк. В настояще время он пребывает в исправительном учреждении «Грейт-Медоу» (Great Meadow Correctional Facility). Ближайшая дата его возможного освобождения - 6 августа 2309 года.

## Жизнь Колина Фергюсона

### Юность
Колин Фергюсон родился 14 января 1958 в г. Кингстон (Ямайка) в семье фон Германа и Мей Фергюсон. Фон Герман, богатый фармацевт и управляющий фармацевтической компанией (Hercules Agencies) был описан журналом Time как «один из наиболее влиятельных бизнесменов на Ямайке».
Семья Колина Фергюсона, включая четырёх его братьев, проживала в двухэтажном доме с няней и экономкой в пригороде Кингстона Хейвендейле. Фергюсон с 1969 по 1974 посещал местную вечернюю школу Калабар, директор которой описывал его как «отличного ученика», игравшего в крикет и футбол. Фергюсон окончил школу третьим в классе.
В 1978 году, когда Колину Фергюсону было 20 лет, его отец фон Герман погиб в автомобильной катастрофе, на его похоронах присутствовали правительственные и военные чиновники. Вскоре после этого мать Колина умерла от рака. Смерть родителей положила конец семейному благополучию. Друзья семьи отмечали, что это сильно расстроило Колина. В 1982 году он переехал в США по гостевой визе. Его друзья предполагали, что у него были проблемы с расизмом в Америке и он чувствовал разочарование, поскольку не мог найти работу, кроме неквалифицированной.

### Жизнь в США
Фергюсон повстречал Одри Уоррен, гражданку США ямайского происхождения, и 13 мая 1986 года вступил с ней в брак, что дало ему право на постоянное место жительства в США. Фергюсон и Уоррен переехали в дом на Лонг-Айленде, где часто устраивали драки, порой до такой степени, что требовалось вмешательство полиции. 18 мая 1988 Уоррен добилась развода с Фергюсоном, заявив, что брак закончился, поскольку они придерживаются «различных социальных взглядов». Знакомые говорили, что Уоррен оставила Фергюсона, так как он был «слишком агрессивен или враждебен» по отношению к ней и что развод стал «сокрушительным ударом» для Фергюсона. Он устроился на работу делопроизводителем в Ademco Security Group в Сайоссете, штат Нью-Йорк (деревня на северном побережье Лонг-Айленда). 18 августа 1989 года в поисках накладных из картотеки Фергюсон поскользнулся и упал со стула, повредив голову, шею и спину, что привело к его увольнению. Он подал жалобу в бюро по компенсациям для рабочих штата Нью-Йорк (New York State Workers' Compensation Board), где его дело рассматривалось в течение следующих нескольких лет. Фергюсон поступил в колледж округа Нассо, где три раза попадал в списки декана. В том же году его вынудили уйти после слушания дисциплинарного комитета по поводу его агрессии против преподавателя.

«Он был одержим расизмом. Было чувство, что он такой, который может сорваться». — Хью Уилсон, профессор университета Аделфи.
Оригинальный текст (англ.)"Race was an obsession with him. There was a sense that one had that this was someone who could snap."
-Hugh Wilson Adelphi University professor
— 
В конце 1990 года Фергюсон перевёлся в  университет Адельфи в Гарден-Сити, где обучался управлению бизнесом. Он высказывался против сосуществования с белыми и обычно призывал к насилию и к революции, регулярно обвинял окружающих в расизме, даже в случае совершенно непримечательных столкновений. Однажды он обвинил белую женщину в библиотеке в том, что она выкрикивала расистские эпитеты в его адрес, после того как он спросил её о классном задании. Расследование по поводу инцидента не проводилось. Позднее Фергюсон на симпозиуме говорил с преподавателем о её жизни в ЮАР и прервал её возгласом «нам следует поговорить о революции в ЮАР и о том, как нам избавиться от белых!» и «Убить всех белых!». Когда студенты и преподаватели попытались успокоить его, Фергюсон стал им угрожать, периодически возвещая «Революция чёрных достанет вас!». В июне 1991 из-за угроз его временно отстранили от учёбы и, хотя он мог впоследствии снова вернуться к учёбе, он предпочёл не делать этого.

### За два года до стрельбы
В 1991 году Фергюсон снял комнату в районе Флэтбуш (Бруклин), он был безработным и проживал среди иммигрантов из западной Индии. Соседи говорили, что он одевался очень опрятно, но держался замкнуто и редко улыбался кому-либо или разговаривал с кем-нибудь, только изредка приветствовал кого-либо. Тем не менее, его арендодатель Патрик Деннис говорил, что однажды Фергюсон сказал ему: «Я — великий человек. Единственное, что меня удерживает, это белые люди.». В 1992 году бывшая жена Фергюсона Одри Уоррен подала жалобу в полицию, обвиняя его в том, что он пытался взломать багажник её машины. До этого Уоррен не видела его с момента развода. В феврале 1992 Фергюсон был арестован и обвинён в преследовании женщины в метро. Женщина пожелала занять место рядом с ним и попросила его подвинуться, после чего тот заорал на неё и сжал её локоть и ногу, пока подоспевшие полицейские не уложили его на пол. Фергюсон пытался бежать и кричал: «Братья, придите мне на помощь!». Он посылал письма комиссару полиции Нью-Йорка и другим высшим руководителям с жалобами на свой арест, описывая его как «тягучий (так в оригинале) и расистский» и обвиняя арестовавших его полицейских в грубом обращении. Представители New York City Transit Authority расследовали его жалобы и отклонили их.
В сентябре 1992 года Фергюсон добился выплаты на сумму в 26 250 долларов по его просьбе о трудовой компенсации у Ademco Security Group. В апреле 1993 Фергюсон настаивал, что всё ещё испытывает боли и требовал возобновления дела, чтобы он мог получить дополнительные средства на лечение. В последующие недели он посетил юридическую фирму в Манхэттене. Лорен Абрамсон, юрист, предоставившая ему консультацию, сказала, что сразу же почувствовала себя некомфортно в обществе Фергюсона, который стал ей угрожать. Она попросила ещё одного клерка присутствовать при разговоре, заявив: «Я не хочу оставаться с ним наедине». Хотя Фергюсон оделся опрятно, он вёл себя странно и назвался фальшивым именем, перед тем как сказать своё настоящее имя. Спустя месяцы Фергюсон начал названивать сотрудникам фирмы, угрожая им и заявляя, что они проявили дискриминацию в его отношении. В одном из звонков он упомянул о бойне, случившейся в Калифорнии. Напуганные звонками юристы стали запирать входные двери конторы. Фергюсон обратился в New York State Worker’s Compensation Board, требуя возобновить дело. Ввиду его настойчивости бюро рассмотрело дело, но в итоге вынесло отказ. Сотрудники бюро поместили Фергюсона в список потенциально опасных личностей, за которыми охрана должна была надзирать.
В апреле 1993 года Фергюсон переехал в Калифорнию в поисках возможностей для карьеры. Он безуспешно пытался устроиться в несколько мест, в том числе на автомойку, где менеджер поднял его на смех. Фергюсон приобрёл за 400 долларов 9-мм пистолет Ruger P-89 у Turner’s Outdoorsman в г. Лонг-Бич после 15-дневного ожидания согласно законам об оружии штата Калифорния. Фергюсон выдал себя за постоянного жителя Калифорнии, предоставив водительские права, полученные им двумя месяцами раньше, в которых был указан адрес мотеля в г. Лонг-Бич, где он остановился. После того как его ограбили двое грабителей, он стал постоянно носить пистолет в портфеле. В мае 1993 он переехал обратно в Нью-Йорк, объяснив своему другу, что не желает конкурировать с иммигрантами и латиноамериканцами за рабочее место. Деннис, хозяин квартиры, которую он снимал во Флэтбуше, заявил, что по возвращении Фергюсон выглядел ещё более неуравновешенным, говоря в третьем лице о «некоем сценарии Страшного суда апокрифического типа», в котором негры поднимаются и свергают «своих напыщенных правителей и угнетателей». Фергюсон начал принимать душ по пять раз в день, соседи часто слышали, как он поёт по ночам: «весь чёрный народ перебьёт весь белый народ». Деннис стал всё больше беспокоиться одержимостью Фергюсона насчёт расизма и явной растущей психической нестабильностью и потребовал, чтобы Фергюсон съехал к концу месяца.

## Стрельба
7 декабря 1993 года Фергюсон купил билет на поезд восточного направления, отбывающий в 17:33 с атлантического терминала в Бруклине. Поезд останавливался на станции Джамейка в Куинсе. Он сел в юго-западном конце третьего вагона пригородного поезда Long Island Rail Road (LIRR) восточного направления, идущего от Пенн-стейшн до Минеолы, вместе с 80 пассажирами. У него был брезентовый чехол, где находился пистолет и 160 патронов. Когда поезд приблизился к станции Мерилон-авеню, Фергюсон извлёк оружие, уронив несколько зарядов на пол, и открыл неприцельный огонь. За следующие три минуты он убил шестерых и ранил 19 человек. Некоторые пассажиры ошибочно приняли выстрелы за хлопки автомобильного глушителя или фейерверк, пока женщина не закричала: «У него оружие! Он стреляет по людям!». Фергюсон пошёл в восточный конец вагона, нажимая на спусковой крючок каждые полсекунды. Несколько пассажиров пытались спрятаться под сиденья, пока остальные бежали в восточный конец поезда и пытались перейти в соседний вагон. Фергюсон шёл по проходу поезда и стрелял в людей слева и справа, проходя мимо каждого сидения, на короткое время перед выстрелом встречая каждую жертву лицом к лицу. Газета The New York Times позднее описывала его действия «методичными, как если бы он проверял билеты». Продвигаясь по проходу, Фергюсон вновь и вновь повторял «Я достану вас».
Стрельба случилась в вагонах #9891 и #9892 (стандартная пара вагонов электропоезда М3). После стрельбы и суда номера вагонов были изменены на #9945-46, чтобы сохранить последовательность. Вагоны всё ещё находятся в эксплуатации под этими номерами. Согласно другим источникам вагоны сняты с эксплуатации как улика для последующих судов, апелляций и неизбежных судебных исков.
Другие пассажиры поезда вообще не знали, что идёт стрельба, пока поезд не остановился. Когда толпа перепуганных пассажиров пробежала через третий вагон в соседние вагоны, один из пассажиров выглядел раздосадованным их поведением и сказал: «Будьте спокойны», после чего пассажиры открыли дверь поезда и выскочили на станцию. Два пассажира получили травмы при бегстве. Узнав о стрельбе, машинист поезда решил не открывать двери вагонов, поскольку два вагона ещё не находились на платформе. Было сделано объявление для кондукторов, чтобы те не открывали двери, тем не менее, инженер Томас Силхэн вылез из окна вагона и открыл снаружи каждую дверь, чтобы паникующие пассажиры могли бежать.
В ходе стрельбы Фергюсон опустошил две 15-зарядных обоймы. Когда он вставлял третью, кто-то крикнул «Хватайте его!». Пассажиры Кевин Блюм, Марк Макэнти и Майк O’Коннор схватили стрелка и прижали его к сиденью поезда. Несколько пассажиров поспешили им на помощь, прижав Фергюсона к трёхместному сиденью, так что его голова была направлена к окну, а ноги — к проходу. Прижатый к сиденью Фергюсон сказал: «О, Боже, что я сделал? Что я сделал? Я заслуживаю того, что получил». Он также просил схвативших его: «Не стреляйте в меня. Простите. Простите». Его удерживали пять или шесть человек, дожидаясь подмоги. Пассажиры, удерживавшие преступника, также осматривались в поисках оружия, и убедились в том, что оно отброшено в сторону и в вагоне только один стрелок. Большинство, если не все пассажиры, были уверены, что более стрельбы не последует и что стрелка надо удерживать, а не атаковать. Его держали несколько минут. Вскоре Эндрю Родерик, полицейский железной дороги Лонг-Айленда, бывший не на службе и встречавший жену, зашёл в вагон и надел наручники на Фергюсона.
Шесть пассажиров скончались от ран:
1. Эми Фредеричи (Amy Federici), 27-летний корпоративный дизайнер интерьера из Минеола[англ.], Нью-Йорк[9]
2. Джеймс Горицки (James Gorycki), 51-летний бухгалтер из Минеолы.[12].
3. Ми Кён Ким (Mi Kyung Kim), 27 лет из Нью-Гайд-Парка, Нью-Йорк[17].
4. Мария Тереза Туманган Магтото (Maria Theresa Tumangan Magtoto), 30-лет юрист из Уэстбери[англ.], Нью-Йорк[17].
5. Деннис Маккарти, 52-летний офис-менеджер из Минеолы. Его сын Кевин был тяжело ранен. Его жена Кэролайн Маккарти[17] в 1996 была избрана в палату представителей конгресса США.
6. Ричард Нетлтон (Richard Nettleton) 24-летний студент из Рослин-Хайтс, Нью-Йорк[17].

Полицейские детективы позднее заявили, что Фергюсон спланировал акцию по меньшей мере за неделю. Глава полиции железной дороги Лонг-Айленда Джозеф Флинн заявил: «Это было дело рук сумасшедшего, маньяка, который по ряду причин решил взорваться». Среди жертв Фергюсона не было ни одного негра, хотя остаётся неясным, ехали ли на поезде другие чернокожие пассажиры. Фергюсон не показывал эмоций, когда его усаживали в полицейскую машину, некоторые пассажиры сказали, что это шокировало и встревожило их так же, как сама стрельба. Увидев Фергюсона, одна из жертв впала в истерику и воскликнула: «как же он может сидеть так спокойно, после всего, что он сделал?»
Полиция нашла обрывки тетрадной бумаги в карманах Фергюсона с неразборчивыми записями «причин, поведших к этому». В одной из записей упоминалось о «расизме белых и дядей Томов». Было упомянуто о «ложных заявлениях против меня грязной белой расистки по линии № 1» в связи с арестом 1 февраля 1992. Записи Фергюсона выражают гнев против бюро по компенсациям для рабочих штата Нью-Йорк, азиатов, Марко Куомо (губернатора штата Нью-Йорк) и «так называемых борцов за гражданские права, таких как преподобный Герберт Догри (Herbert Daughtry), Вернон Мейсон (C. Vernon Mason) и Калвин Баттс (Calvin O. Butts)». Также были указаны имена и номера телефонов заместителя губернатора, генерального прокурора и юридической фирмы на Манхэттене, сотрудникам которой Фергюсон угрожал до этого и о которых отзывался как о «этих коррумпированных чёрных юристах, которые не только отказались помочь мне, но и пытались украсть мою машину». Записи показывают, что Фергюсон планировал совершить убийство вне пределов Нью-Йорка из уважения к уходящему мэру Дэвиду Динкинсу и полицейскому комиссару Реймонду Келли.
В ходе многочасовых допросов в офисе окружного прокурора округа Нассау Фергюсон не показал, что раскаивается. Чиновники заявили: «Он был ясен и чёток и понимал, что происходит». 8 декабря 1993 года его привлекли к суду. В ходе предъявления обвинения он так ничего и не сказал и не пытался пойти на сделку с обвинением. Суд постановил содержать его под стражей без возможности освобождения под залог. Когда его эскортировали из зала суда, репортёр спросил его, ненавидит ли он белых, на что Фергюсон ответил: «Это ложь».

## Реакция
Президент Билл Клинтон выступил с заявлением по поводу стрельбы, назвав происшедшее «ужасной человеческой трагедией». На следующий день после стрельбы Клинтон объявил, что попросил генерального прокурора Жанет Рено рассмотреть предложение новоизбранного мэра Нью-Йорка Рудольфа Джилиани ввести единую национальную систему выдачи разрешений для покупателей оружия. Клинтон отметил убийства, совершённые Фергюсоном, как фактор поддержки программы, включающей в себя проверку анкетных данных, тесты и продления каждые два года. Через неделю после стрельбы Клинтон посетил O’Коннора, Блюма и Макэнти. На первой речи после избрания мэром Джилиани упомянул о стрельбе Фергюсона при повторе своих призывов к введению смертной казни и едином законе выдачи разрешений на оружие. В ходе своего ежемесячного радиообращения губернатор Марко Куомо назвал стрельбу Фергюсона «драматической эффектной резнёй» и призвал к усилению мер по контролю над оружием. Сенатор Аль Д’Амато сказал, что дело Фергюсона продемонстрировало наличие необходимости введения смертной казни в штате Нью-Йорк, поскольку «это единственное подходящее наказание для этого хладнокровного убийцы».
Многие члены афроамериканского общества выразили обеспокоенность, что стрельба Фергюсона приведёт к ответной вспышке насилия и расовой враждебности против негритянского общества. Правозащитники Эл Шарптон и Герберт Дотри настаивали, что афроамериканцы в целом не могут нести ответственность за это побоище. Шарптон в частности подверг критике то, что он назвал попытками «демонизировать недовольство белыми и испаноязычными», связав эти группы с убийствами. Правозащитник Джесси Джексон прочёл проповедь в Соборе инкарнации в Гарден-Сити на службе, где присутствовали члены семей жертв. Одри Уоррен в заявлении после стрельбы, выразила соболезнование жертвам и их семьям. Джексон подчеркнул, что стрельба была действием одного человека и не может быть показательным для всех афроамериканцев. На следующий день после стрельбы администратор округа Нассау Томас Гулотта назвал Фергюсона «животным». Джексон и другие афроамериканские лидеры раскритиковали его комментарий как расистский, однако Гулотта позднее заявил, что его заявление не имеет ничего общего с расовой темой.
На пресс-конференции благотворительной ассоциации полиции железной дороги Лонг-Айленда через несколько дней после стрельбы поезда были названы «небезопасными» и было сказано о необходимости утроить численность полицейских (к тому времени там служило 216 человек). Руководители железной дороги Лонг-Айленда ответили, что число преступлений против пассажиров упало за последние несколько лет. В ответ на стрельбу руководство железной дороги Лонг-Айленда и Метро-север разместили больше полицейских на поездах и увеличили видимость для полиции. Руководители железной дороги Лонг-Айленда также предоставили консультантов для пассажиров и послали высших железнодорожных чиновников в поезда отвечать на вопросы пассажиров. Редакция New York Times призвала к усилению контроля над оружием, сделав упор на лёгкость, с которой Фергюсон приобрёл оружие в Калифорнии, где принят один из самых строгих законов о контроле над оружием в стране. Несколько студентов университета Адельфи выразили обеспокоенность, что Фергюсон мог сесть на поезд с намерением доехать до университета и перестрелять там людей в отместку за свои прошлые злоключения, хотя поезд, на котором он ехал, не проходил близко к университету. В интервью прессе пассажиры больше говорили о своих страхах и психологических травмах, причинённых инцидентом, чем о том, что будут избегать ездить поездом.

## Досудебные события

### Первые судебные слушания
11 декабря 1993 года адвокатом Фергюсона был назначен Энтони Дж. Фаланга. Он запросил для своего клиента психиатрическую экспертизу. Согласно законам штата Нью-Йорк, защита, основанная на невменяемости подсудимого, должна была доказать то, что он страдает психическим заболеванием или расстройством, и, как следствие, не может осознать, были ли его действия правильными или неправильными. К тому времени адвокаты и эксперты-психиатры заявили, что его защита осложняется, поскольку Фергюсон, по-видимому, тщательно спланировал своё нападение, а после того как его схватили, сказал: «О, Боже, что я сделал». Однако в выпусках новостей и в рассуждениях экспертов циркулировала версия, что защита сможет доказать то, что Фергюсон страдает от паранойи, особенно на основании иррациональных расистских утверждений Фергюсона и жалоб, что его дискриминируют белые. Фергюсон был помещён в тюрьму округа Нассау под надзором, исключающим попытки самоубийства.
18 декабря 1993 года Фергюсон потребовал от судьи заменить Фалангу на бруклинского юриста Колина А. Мура, имевшего репутацию борца с расизмом в уголовно-судебной системе. Мур предложил представлять интересы Фергюсона pro bono. Перед тем как по запросу было вынесено решение, Мур выступил с пресс-конференцией, где объявил, что будет добиваться переноса суда в Бруклин, заявив, что для Фергюсона будет невозможным получить беспристрастный суд в округе Нассау ввиду ощутимого недостатка афроамериканцев в составе жюри присяжных округа Нассау. Позднее Мур отказался от предложения представлять Фергюсона, упомянув о конфликтах, о которых не стал рассказывать. Фергюсон объяснил судье, что сомневается в честности Фаланги, выразил несогласие с его подходом к процессу и своё нежелание сотрудничать с ним. Психиатр доктор Ален Рейхман, допрашивавший Фергюсона, показал в своём докладе, что тот, возможно, симулировал психическую болезнь, когда говорил о заговорах против него. Рейхман отметил, что заявления Фергюсона были «расплывчатыми и несколько уклончивыми» по контрасту с обычно подробным и весьма детальным характером систематического паранойяльного мышления. 5 января 1994 года назначенные судом психолог и психиатр сделали заключение в докладе, что Фергюсон может предстать перед судом.

### Обвинительный акт
19 января 1994 года, спустя три дня после представления доказательств, большое жюри выдвинуло обвинительный акт из 93 пунктов против Фергюсона, по которому могло быть вынесено наказание в 175 лет тюрьмы. Окружной прокурор Нассау Деннис Диллон заявил, что будет добиваться максимального наказания: «Это не совсем вечность, но это будет сделано». Он также заявил, что не пойдёт ни на какие сделки с защитой. Обвинительный акт включал по два пункта на каждую убитую жертву: за преднамеренное убийство и безразличие к человеческой жизни. Акт также включал 19 покушений на убийство, 34 нападения, нелегальное владение оружием, намерение использовать оружие, попирание гражданских прав каждой из 25 жертв и «намерение преследовать, нападать, угрожать и тревожить» жертв «по мотивам их расы, цвета кожи или этнического происхождения».

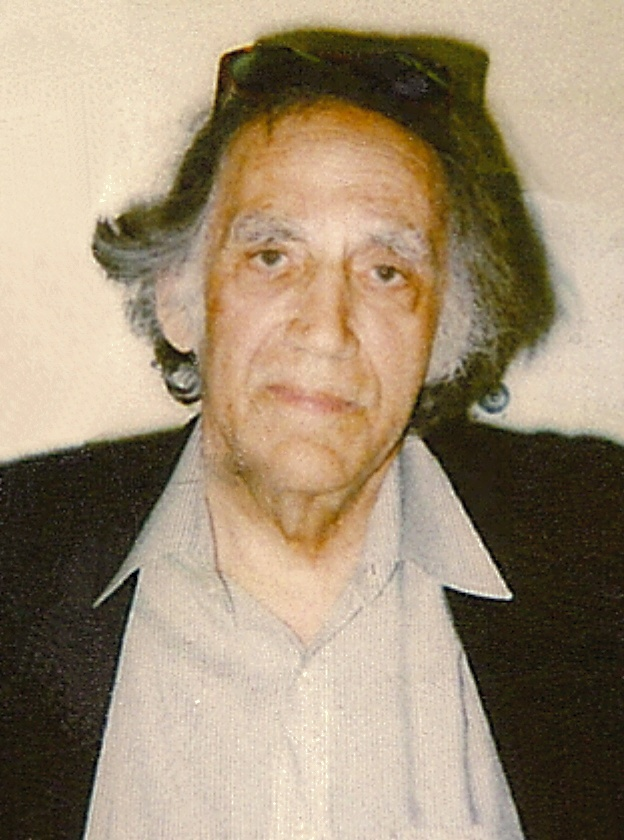
Уильям Канстлер (на рис.) и его партнёр Рон Куби согласились представлять интересы Колина Фергюсона.

1 марта 1994 года юридические партнёры Уильям Канстлер и Рон Куби, известные защитой непопулярных клиентов, объявили, что получили просьбу Фергюсона вести его дело. Канстлер заявил, что не возьмёт платы за защиту. Он сказал, что СМИ и общество сделали из Фергюсона парию. В апреле 1994 окружной прокурор Диллон ввёл приказ о неразглашении (gag order) для всех юристов, занятых в деле, утверждая, что Канстлер и Куби сделали заявления для прессы, что может быть неприемлемым для суда и может повлиять на возможных присяжных. Канстлер и Куби ответили, что найти 12 беспристрастных присяжных — не проблема, и заявили, что Фергюсон уже был публично атакован в прессе властями и полицейскими чиновниками. Судья округа Нассау Дональд Е. Белфи 23 апреля отменил приказ о неразглашении, заявляя, что эффект от подстрекательских заявлений, сделанных юристами, политиками и полицией, уже утих за месяцы до начала процесса. Тем не менее, Белфи предупредил юристов обеих сторон соблюдать нормы профессиональной дисциплины суда штата, которые сами по себе уже ограничивают комментарии для новостных организаций.

### Нападения в тюрьме
По прошествии недели заключения Фергюсон начал жаловаться на обращение, заявляя, что тюремщики нападают на него с молочными ящиками и огнетушителями и обделяют его необходимым, включая мыло и спрей-антиперспирант. Фергюсон заявил: «Конечно, в [этом] заведении ко мне не испытывают симпатии. Когда я страдал и кричал, мне говорили, что это хороший признак для тюремной охраны, так как они надеялись на мой скорый уход из жизни.». Позднее Рон Куби заявлял, что Фергюсона часто преследовали в тюрьме округа Нассау, и попросил министерство юстиции вмешаться, чтобы обеспечить безопасность Фергюсона.
23 марта 1994 года, возвращаясь в камеру из медсанчасти, Фергюсон был атакован группой заключённых. Он отделался сломанным носом и опухшим левым глазом. Куби предупредил администрацию тюрьмы, что нападение неизбежно, чиновники готовились принять меры, когда случилось нападение. Куби, по его словам, был предупреждён другим заключённым о нападении. Он сказал: «Слова ушли на ветер. Каждый в тюрьме знал, что с ним будет». Куби назвал причины нападения расовыми и позднее обвинил некоторых чиновников и охранников, что они знали о предстоящем нападении. Пять заключённых были обвинены в нападении второй степени за участие в нападении: Фрэнк Кордеро (Frank Cordero) 36 лет; Роберт Дробошевски (Robert Drobyshewski) 24 года; Джеймс Дукас (James Doukas) 23 года; Маркос Флорес (Marcos Flores) 30 лет и Эдвард Маккензи (Edward MacKenzie) 38 лет.
В ноябре 1994 года адвокаты Фергюсона обвинили тюремных охранников в насмешках над их подзащитным, они говорили, что избрание губернатором сторонника смертной казни Джорджа Патаки означает, что Фергюсона казнят, если признают его виновным. Адвокаты Фергюсона заявили, что охранники показывали ему передовицы газет о Патаки и говорили, что Фергюсон «в ближайшее время отправится на электрический стул». Фергюсон был глубоко обеспокоен этими заявлениями, несмотря на заверения адвокатов, что смертная казнь может быть вменена только за преступления, совершённые после её введения в закон. Фергюсон не верил этим словам, пока судья по просьбе Канстлера не сказал ему того же самого.

### Защита «Гнев чёрных»
Канстлер и Куби предложили новую систему защиты, основанную на предположении, что Фергюсон впал в состояние аффекта, находясь в психическом состоянии, названном адвокатами «гнев чёрных». Канстлер и Куби убеждали, что Фергюсон потерял рассудок из-за расовых предубеждений и не может нести юридическую ответственность за свои действия, несмотря даже на то, что он совершил убийства. Адвокаты сравнивали его состояние с такими явлениями как синдром избитых женщин, посттравматическое стрессовое расстройство и насилие над детьми, что в некоторых случаях отрицает юридическую ответственность. Куби заявил, что замечания, сделанные Фергюсоном в день ареста, показывают, что его мотивом в ходе стрельбы была ярость. Судья округа Нассау Дональд Е. Белфи, который вёл дело Фергюсона, раскритиковал Канстлера за то, что он рассказал прессе о предполагаемой тактике защиты перед обследованием эксперта-психиатра. Белфи заявил: «Мистер Канстлер может обладать многими талантами, но пока он не получил свою медицинскую степень со специализацией в области психиатрии, заключения этого сорта должны быть по факту предоставлены экспертам-медикам и лицам, назначенным судом».
Фергюсон начал с заявления, что он вообще не участвовал в стрельбе на железной дороге Лонг-Айленда, и постоянно отказывался встретиться с психиатром, которого нашли Канстлер и Куби. Фергюсон заявил адвокатам, что получал послания от самого бога и говорил о заговорах тех, кто против бога с целью уничтожить его. 12 августа 1994 года Канстлер и Куби обратились с просьбой к судье Белфи пересмотреть способность Фергюсона предстать перед судом, заявив, что с каждым днём его психикой всё больше овладевают иллюзии, паранойя и навязчивые идеи и что он слишком психически неуравновешен, чтобы поддерживать какой-либо вид защиты. Джордж Пек (прокурор на суде над Фергюсоном) настаивал, что видимое нежелание Фергюсона сотрудничать со своими адвокатами есть тактика защиты с целью избежать суда.
20 августа 1994 года Фергюсон явился к судье Белфи и заявил, что отвергает действия адвокатов, объявивших его психически непригодным, чтобы предстать перед судом. Фергюсон говорил долго и бессвязно, время от времени игнорируя судью, когда тот пытался прервать его. Фергюсон заявил, что полицейский, конвоировавший его из тюрьмы, сказал ему: «Вы знаете, что на самом деле в стрельбе виновен некто другой». На вопрос, понимает ли Фергюсон роль прокурора, он ответил: «Совершать несправедливости против меня». Канстлер и Куби доказывали, что поведение Фергюсона указывает на его душевный дисбаланс. Но Белфи отклонил ходатайство защиты пересмотреть вменяемость подсудимого, приведя доклад первичного психиатрического обследования, где делался вывод, что Фергюсон понял обвинения, выдвинутые против него, и прибег к симуляции, пытаясь создать впечатление, что он психически неуравновешен и неспособен сотрудничать со своим адвокатом. Когда Белфи закончил судебное разбирательство, Фергюсон пытался продолжить разговор. Когда охрана надела на него наручники, он закричал: «Они затянули слишком туго!» и упал на пол. Охранникам пришлось выволакивать его из зала суда. Денис Диллон предположил, что Канстлер пытался создать «такую странную ситуацию», что суд отменит своё прежнее постановление ввиду невменяемости Фергюсона.

### Отвод Канстлера и Куби
20 сентября 1994 года Канстлер и Куби написали записку, что будут настаивать на линии защиты, основанной на невменяемости, несмотря на протесты их клиента. Фергюсон продолжал утверждать, что не участвовал в стрельбе, и предложил защищать себя сам в ходе суда. В последующие месяцы Фергюсон послал судье Белфи несколько писем касательно споров между ним и адвокатами. В письмах Фергюсон заявлял, что не является душевнобольным, и отверг линию защиты «гнев чёрных». Хотя Джордж Пек утверждал, что письма доказывают способность Фергюсона понять обвинения, выдвинутые против него, и он может активно участвовать в процессе, Куби доказывал, что письма демонстрируют только спутанное состояние рассудка Фергюсона. 11 ноября Фергюсон согласился с тем, что не будет сопротивляться тому, чтобы с ним встретился назначенный судом психиатр. В результате судья Белфи согласился провести третье слушание, если Фергюсон будет годен психически, чтобы предстать перед судом.
10 декабря 1994 судья Белфи постановил, что Фергюсон может предстать перед судом. Белфи сказал, что его решение частью основано на его беседах с Фергюсоном в зале суда, было учтено беспокойство Фергюсона обещанием губернатора Джорджа Патаки подписать закон о введении смертной казни. Белфи настоятельно советовал Фергюсону отбросить мысль защищать себя самому, но тот заявил, что намерен защищать себя сам. Куби сказал по поводу этого решения: «Мы вновь вернулись к тому, с чего начинали. Безумец не может защищать себя сам. Мистер Фергюсон, несмотря на доказательства обратного, считает, что он невиновен, и кто-то другой убил всех тех несчастных на поезде.». Куби продолжал: «Без психиатрической защиты у Фергюсона вообще нет никакой защиты. Нет никаких сомнений в том, что он был там, что он вёл огонь из оружия, что он стрелял бы и дальше, если бы его не свалили на пол. Нет сомнений, что если Фергюсон вменяем, то он виновен».

## Суд
Суд над Фергюсоном проходил весьма странно, так как он допрашивал на перекрестных допросах полицейских, арестовавших его, и жертв, в которых он стрелял. События суда передавались в прямом эфире местной прессой и Court TV. Одновременно на западном побережье шёл процесс по делу Симпсона, что в значительной степени отвлекало внимание публики.
Фергюсон доказывал, что обвинение из 93 пунктов связано с 1993 годом и будь на дворе 1925 год, то обвинение состояло только из 25 пунктов. Он согласился с тем, что принёс оружие в вагон поезда, но заявлял, что заснул и другой человек выхватил у него оружие и поднял стрельбу. Также он заявил, что таинственный человек по имени мистер Су обладает информацией о заговоре против него. Он также нашёл другого человека, который желал показать, что правительство вживило компьютерный чип в мозг Фергюсона, но в последнюю минуту решили не вызывать его давать показания. Этим человеком был Рауль Диас, парапсихолог из Манхэттена, который заявил на пресс-конференции на ступенях суда, что был свидетелем того, как человек восточной внешности вживил чип в голову Фергюсона перед нападением. Согласно Диасу, восточный человек сказал ему смотреть на то, что он сделает, перед тем как нажмёт кнопку. Диас сказал репортёрам за пределами зала суда: «Он управлялся лазером через устройство дистанционного управления. Он находился в сумеречной зоне. Ему было приказано идти по проходу и стрелять в людей».
Свои перекрестные допросы Фергюсон в основном начинал словами «Это ваши показания…» и просто вынуждал свидетелей повторять показания, сделанные ими ранее. В ходе перекрёстных допросов Фергюсон часто говорил о себе как о третьем лице, особенно когда спрашивал жертв: «Видели ли вы Колина Фергюсона…», на которые свидетели отвечали «Я видел, как вы стреляли в меня». Юристы обращали внимание, что вопросы Фергюсона были бессмысленными и не были направлены на опровержение показаний. Фергюсон не опротестовывал показаний и неопровержимых доводов и таким образом потерял права подавать апелляцию на основе этого. Среди свидетелей защиты, явки которых требовал Фергюсон, был и президент Билл Клинтон.
Фергюсон хотел сначала спрашивать себя самого как свидетеля, но в итоге отказался от этого. Он говорил судье и журналистам, что намеревался вызвать свидетелей, которые докажут его невиновность, включая эксперта-баллистика, графолога и двух настоящих очевидцев, но они побоялись прийти на суд. В итоге он никого не вызвал. Он также говорил судье Белфи о заговоре Лиги защиты евреев с целью убить его в тюрьме, если он будет осуждён. Он сказал, что убийство в тюрьме серийного убийцы Джеффри Дамера «было прелюдией расправы надо мной».
17 февраля 1995 года Фергюсон был осуждён за убийство шестерых пассажиров, умерших от ран, и за покушение на убийство девятнадцати пассажиров, получивших ранения при покушении. Он получил 315 лет и восемь месяцев заключения, это означает, что ближайшей датой его возможного освобождения станет 6 августа 2309 года. Судья сказал: «Колин Фергюсон никогда не вернётся в общество и проведёт остаток своей биологической жизни в тюрьме». Судья своим приговором подверг критике вызывающий споры закон штата Нью-Йорк Sentencing Cap Law. Согласно этому закону все преступления, совершённые в поезде, были частью одного дела (поскольку непосредственно в самой резне никто не погиб), таким образом все сроки по этим делам он должен был отбывать одновременно и срок его заключения следовало ограничить 50 годами. При оглашении приговора судья назвал Фергюсона «эгоистичным самодовольным трусом». После осуждения Фергюсон мог подать апелляцию на основании того, что у него был некомпетентный адвокат (он сам).

## Послесловие

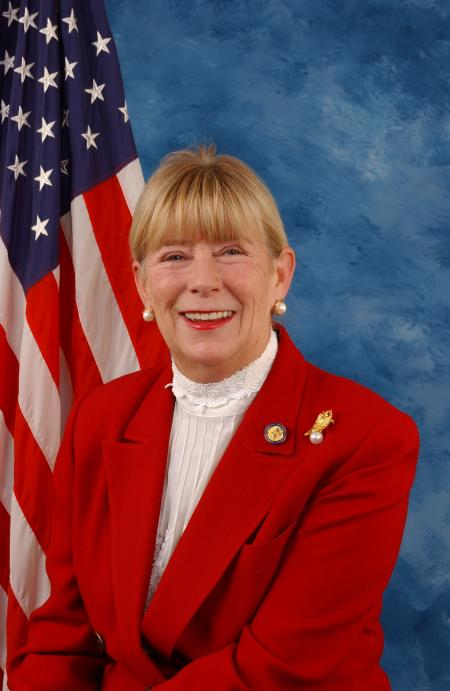
Кэролайн Маккарти, жена погибшего Дэнниса Маккарти, впоследствии ставшая членом Палаты представителей, и продвигавшая закон о контроле оружия.

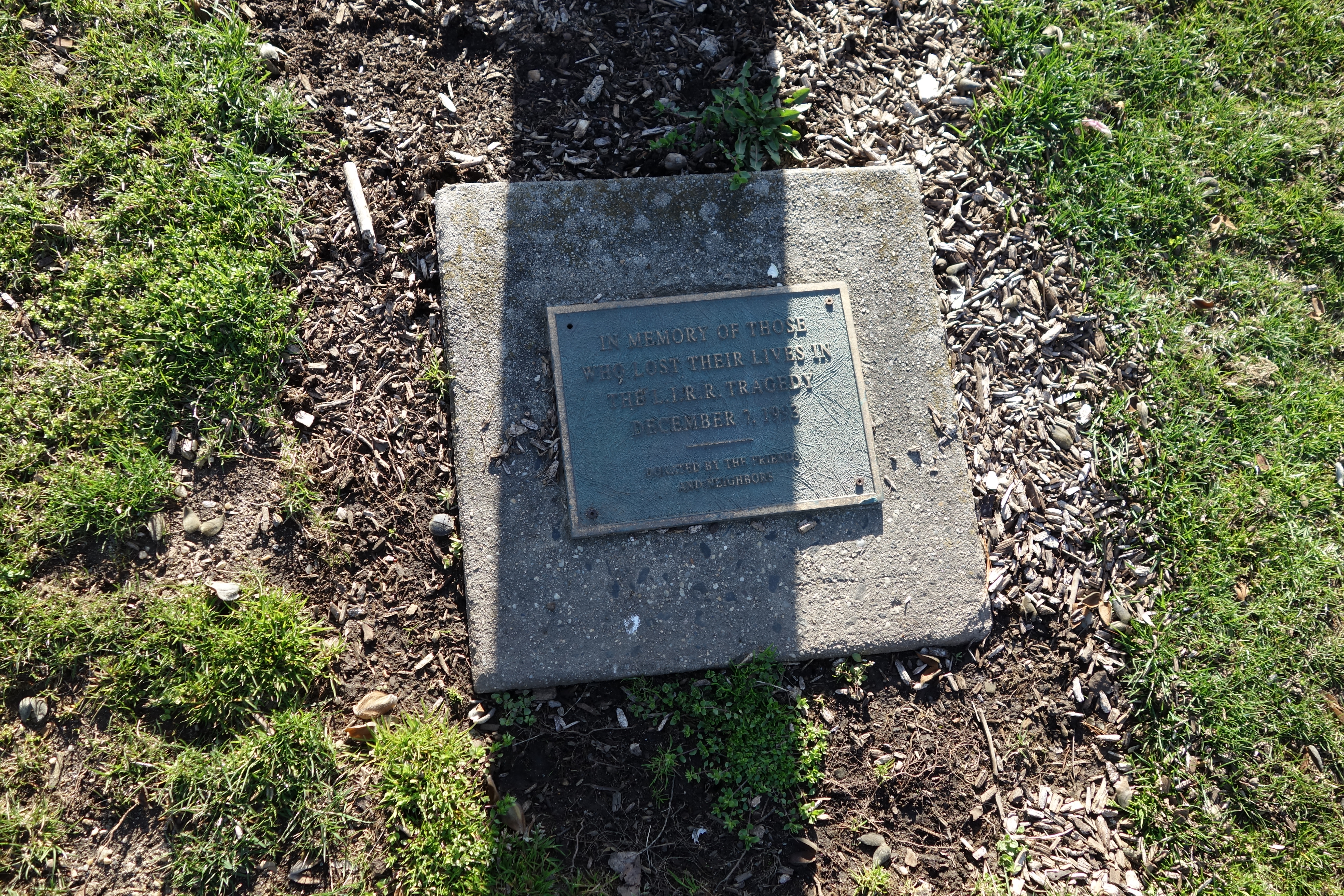
Мемориал одной из жертв в Минеоле, штат Нью-Йорк.

После вынесения приговора Фергюсон был заключён в исправительное учреждение «Аттика» в северной части штата Нью-Йорк. В 2013 году он был переведён в исправительное учреждение максимального уровня безопасности «Апстейт», расположенное на крайнем севере штата.
В 1994 году Фергюсон подрался со своим сокамерником Джоэлом Рифкином. Фергюсон потребовал от Рифкина соблюдать тишину, пока он разговаривает по телефону. Согласно газете New York Daily News, драка началась после того, как Фергюсон заявил Рифкину: «Я уничтожил шесть бесов [белых людей], а ты всего лишь убивал женщин» на что Рифкин ответил: «Ага, но я убил больше», в ответ Фергюсон ударил Рифкина по рту.
Кэролайн Маккарти, чей муж Деннис был убит Фергюсоном, а сын Кевин получил тяжёлое ранение, была впоследствии избрана в Конгресс США на платформе контроля над оружием. Она решила баллотироваться в Конгресс после того, как депутат от её района Дан Фриза проголосовал против штурмового оружия. Она также подала в суд на компанию Olin Corporation партнёра Winchester Ammunition за качество их продукции и халатность при производстве пуль «Чёрный коготь», использованных Фергюсоном. В патронах находились пули с полым наконечником, разрывающиеся при взрыве, что усугубляло тяжесть ранений. За месяц до стрельбы Фергюсона Winchester Ammunition объявила, что по доброй воле снимает с рынка пули «Чёрный коготь». Иск Маккарти был не удовлетворён по многим причинам в основном, потому что законы штата Нью-Йорк не предусматривают ответственности производителей за криминальное использование их продукции. Против железной дороги Лонг-Айленда и её партнёра компании Metropolitan Transportation Authority было подано, по меньшей мере, полдюжины исков по поводу стрельбы. Кэролайн Маккарти подала иск на возмещение ущерба в 36 млн долларов против этих двух компаний, заявляя, что они не обеспечили достаточную защиту для пассажиров, должны были установить детекторы металла и посылать полицейских в штатском. Сумма иска состояла из 1 млн за страдания Денниса Маккарти, 10 млн за его смерть и ранения выживших и 25 млн за ранения Кевина Маккарти.
Фергюсон стал героем комедийного скетча программы Saturday Night Live, его роль сыграл Тим Мидоус, который объявил: «Я не стрелял в них, они стреляли в меня» и задавал вопросы о стрельбе в него самого свидетелям, дававшим показания в суде.
Вагон (M3 9892), в котором произошла стрельба, был переоборудован, получил новый номер (9946) и всё ещё используется железной дорогой Лонг-Айленда.
Летом 1993 года железная дорога Лонг-Айленда представила развлекательную пьесу Murder on the Montauk Express на своём первом пятничном поезде до курортов Хемптона и Монтока. После убийств Фергюсона показ не возобновлялся.
В 2002 году судебный консультант Марк С. Бардвелл (Mark C. Bardwell) и профессор криминальной юстиции Брюс А. Арриго (Bruce A. Arrigo) выпустили книгу, в которой исследовали вопросы компетенции в деле Фергюсона.